# Jacopo da Voragine
Olaszosan Jacopo da Voragine (latinul: Jacobus de Voragine), névváltozatː Giacomo da Varazze (Varazzo, Vorago) (Varazze, 1228 körül – Genova, 1298. július 14.) olasz érsek, hagiográfus, történetíró.

## Élete
1244-ben lépett a Domonkos-rendbe, 1252-től teológia professzor, majd 1260-tól hitszónok Genovában és más itáliai városokban. 1267–1277 és 1281–1286 között Lombardia provinciálisa. 1286-ban Genova érsekévé választották, amit csak 1292-ben fogadott el IV. Miklós pápa parancsára. Sokat fáradozott a klérus reformja, de különösen a guelfek és ghibellinek közti béke helyreállítása érdekében. Kultusza Varazzében és egész Liguriában töretlen azóta is. VII. Pius pápa 1816-ban avatta boldoggá. Ünnepe: július 13.
Szentekről szóló, vasárnapi és nagyböjti prédikációi négy kötetben jelentek meg (Sermones super Evangelia, 1483). Fő műve az 1255 és 1266 között írt Legenda aurea, amelyben az egyházi naptár időrendjében olvashatóak a szentek élettörténetei. Az eredetileg latin nyelvű munkát igen sok nyelvre lefordították, s századokon át az egyházi szentkultusz alapja lett. A 20. században az egyház számos szentet, akiknek létezését nem lehetett bizonyítani, törölt a szentek névsorából.
További fontos művei:
- Mariale aureum
- Historia lombardica
- Chronicon Januense

Valószínűleg himnuszokat is írt.

## Magyarul megjelent művei
- Arany legenda; vál., ford., előszó W. Petrolay Margit; Officina, Bp., 1942 (Officina könyvtár)
- Jacobus de Voragine: Legenda Aurea (vál., az előszót, a jegyzeteket és a mutatókat Madas Edit kész., a képeket Wehli Tünde vál., ford. Veszprémy László et al.), Helikon Könyvkiadó, Budapest, 1990, ISBN 963-2080-57-2, 333 p., online